# Promise (álbum de Sade)
| Críticas profissionais        | Críticas profissionais |
| Avaliações da crítica         | Avaliações da crítica  |
| Fonte                         | Avaliação              |
| ----------------------------- | ---------------------- |
| Allmusic                      | link                   |
| Robert Christgau              | B                      |
| Rolling Stone                 | (mixed) link           |
| The Rolling Stone Album Guide | [ 2 ]                  |

Promise é o segundo álbum de estúdio do grupo inglês Sade. Foi lançado no Reino Unido em 16 de Novembro de 1985 pela Epic Records e no Estados Unidos em 21 de Dezembro de 1985 pela Portrait Records.
Os grandes sucessos do álbum foram "The Sweetest Taboo" e "Never as Good as the First Time", que alcançaram a quinta e a vigésima posição na Billboard Hot 100 americana, respectivamente. "Is It a Crime" também foi lançada como um single. Enquanto não tendo o mesmo sucesso do álbum anterior, Diamond Life, Promise se tornou o primeiro álbum da banda a chegar ao topo das paradas tanto nos Estados Unidos quanto no Reino Unido, ajudado por uma aparição no Live Aid e uma participação no filme Absolute Beginners.
O título do álbum vem de uma carta escrita pelo pai de Sade Adu onde ele se refere a uma "promessa de esperança" para a cura do seu câncer.
Desse álbum, "The Sweetest Taboo" foi incluída na trilha sonora internacional do remake de "Selva de Pedra", exibido em 1986 pela TV Globo.

## Faixas

### CD e cassette
1. "Is It a Crime" (Sade Adu, Stuart Matthewman, Andrew Hale) – 6:20
2. "The Sweetest Taboo" (Adu, Martin Ditcham) – 4:36
3. "War of the Hearts" (Adu, Matthewman) – 6:47
4. "You're Not the Man" (Adu, Matthewman) – 5:09
5. "Jezebel" (Adu, Matthewman) – 5:27
6. "Mr Wrong" (Adu, Matthewman, Hale, Paul S. Denman) – 2:49
7. "Punch Drunk" (Hale) – 5:21
8. "Never as Good as the First Time" (Adu, Matthewman) – 4:59
9. "Fear" (Adu, Matthewman) – 4:09
10. "Tar Baby" (Adu, Matthewman) – 3:57LP "Selva de Pedra Internacional", lançado pela Somlivre na ocasião da exibição da novela em 1986, que "The Sweetest Taboo" foi incluída.

LP "Selva de Pedra Internacional", lançado pela Somlivre na ocasião da exibição da novela em 1986, que "The Sweetest Taboo" foi incluída.

11. "Maureen" (Adu, Hale, Denman) – 4:20

### LP
1. "Is It a Crime" – 6:18
2. "The Sweetest Taboo" – 4:35
3. "War of the Hearts" – 6:47
4. "Jezebel" – 5:30
5. "Mr Wrong" – 2:50
6. "Never as Good as the First Time" – 5:01
7. "Fear" – 4:05
8. "Tar Baby" – 3:58
9. "Maureen" – 4:22

## Paradas musicais
| Parada musical (1985/1986)    | Melhor posição |
| ----------------------------- | -------------- |
| Austrian Albums Chart         | 6              |
| German Albums Chart           | 2              |
| Norwegian Albums Chart        | 6              |
| Swedish Albums Chart          | 4              |
| Swiss Albums Chart            | 1              |
| UK Albums Chart               | 1              |
| E.U.A. Billboard 200          | 1              |
| E.U.A. Top R&B/Hip-Hop Albums | 1              |
| E.U.A. Top Jazz Albums        | 4              |

| País                      | Certificado |
| ------------------------- | ----------- |
| Austrália                 | Platina     |
| Canadá                    | 2× Platina  |
| Finlândia                 | Platina     |
| França                    | Platina     |
| Alemanha                  | Platina     |
| Reino Unido               | 2× Platina  |
| Estados Unidos da América | 4× Platina  |